# Esgrafiat (terrissa)

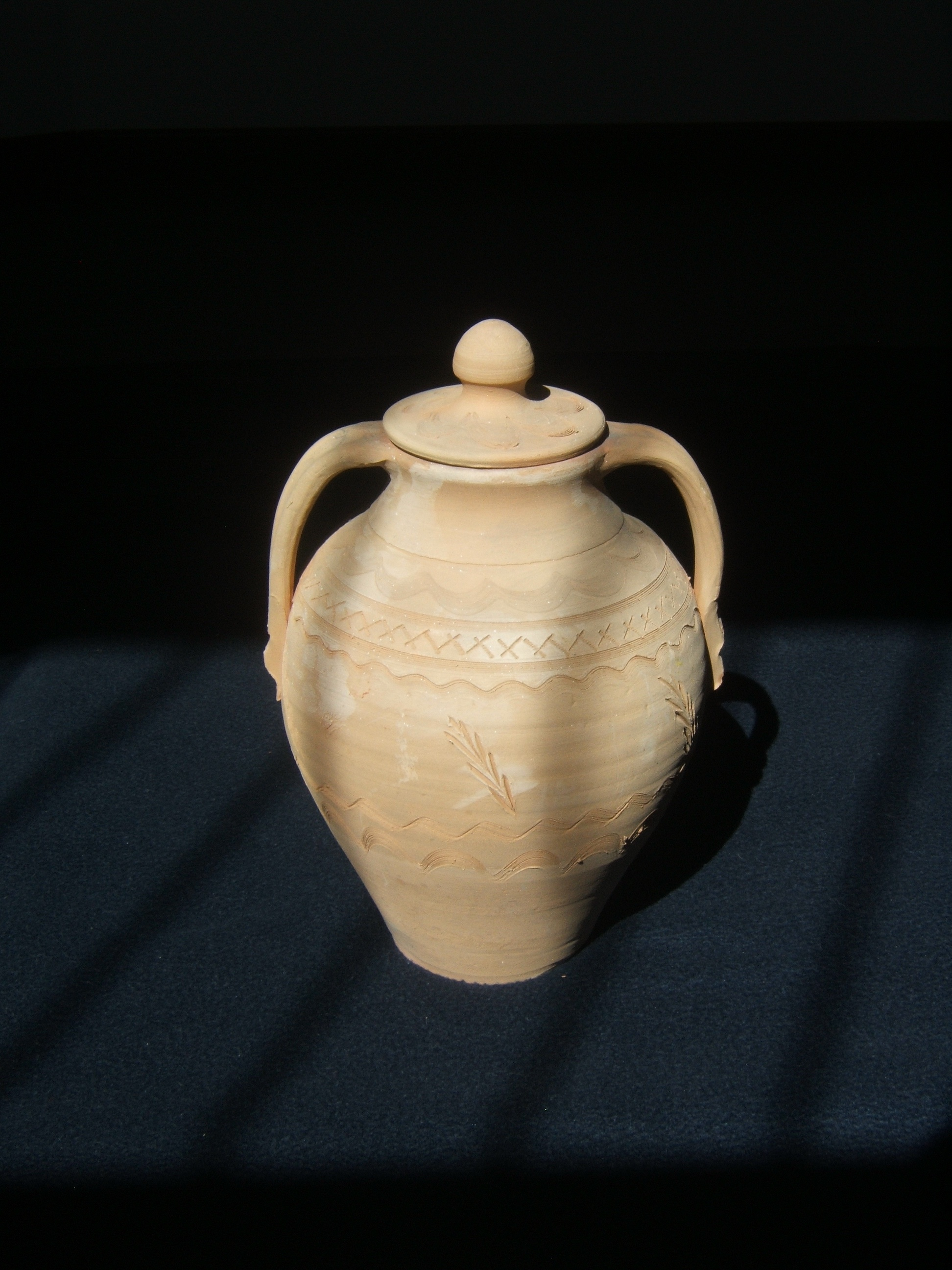
Gerra amb tapadora sense vidriar, decoració incisa amb dibuixos geomètrics i vegetals (esgrafiats). Terrisseria de Toledo

L'esgrafiat, en terrissa, és una tècnica decorativa de gravat que consisteix a dibuixar amb algun tipus de punxó línies, motius o formes, ratllant amb impressions o incisions de grossor variable el fang, pasta o matèria ceràmica quan la pasta està encara tendra, o gratant una vegada seca o cuita. És una de les tècniques de decoració més primitives, amb exemples de restes arqueològiques dels primers estadis del Neolític, com en la ceràmica cardial de la conca mediterrània, durant els mil·lennis sisé i cinqué abans de la nostra era; o la ceràmica campaniforme de l'Eneolític i el període inicial de l'edat del bronze.

## Tècnica
A partir d'un recurs senzill i elemental com és la incisió en diferents zones d'un atuell amb intenció decorativa, els terrissers, des de períodes ancestrals, han desenvolupat tècniques molt semblants valent-se de les ungles o d'utensilis del seu entorn domèstic o geogràfic; als primitius ossos esmolats, canyes trencades i tota mena de furgadents, els seguirien o complementarien pintes, espàtules o petites rodes.
Una altra aplicació d'aquesta tècnica, més propera a la "incisió", quan es realitza abans de l'esmaltació, és l'anomenat "esgrafiat amb coberta".
Com a complement, l'esgrafiat s'usa també com a alternativa en algunes de les més antigues i vistoses tradicions terrissaires del continent africà, com per exemple en la producció de les dones terrisseres del Rif.

## A la península Ibèrica

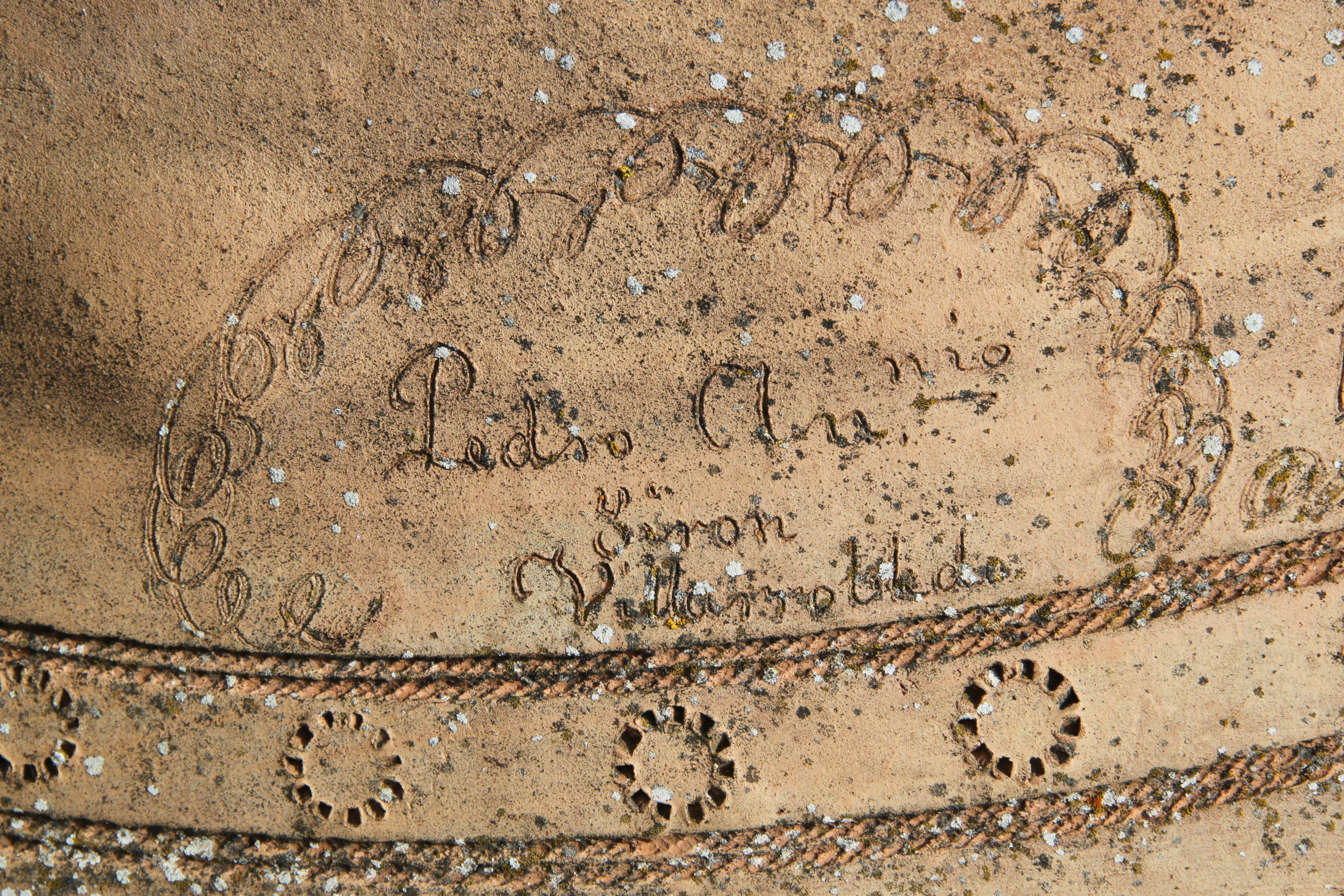
Signatura del terrisser Pedro Antonio Simón (s. XIX), fabricant de Villarrobledo (Albacete), gravada en una tenalla seua

L'esgrafiat arriba a un dels seus més vistosos períodes amb la cultura musulmana de la península Ibèrica; amb diferents exemples en la ceràmica verda i manganés, la pisa decorada i l'obra terrissaire de l'art almoràvit.
Els manuals dels principals especialistes en estudis ceràmics relacionats amb la península Ibèrica coincideixen a observar que les tècniques d'esgrafiat han estat un recurs comú en totes les seues terrisses, i encara s'utilitzen en algunes zones.